# Besiberri
Le Besiberri est un massif des Pyrénées espagnoles situé dans la comarque catalane de l'Alta Ribagorça, près des limites du parc national d'Aigüestortes et lac Saint-Maurice.
Il est constitué de quatre pics principaux : le Comaloforno (3 029 m), Besiberri sud (3 024 m), le Besiberri nord (3 008 m) et le Besiberri central (3 003 m).

## Étymologie
Son nom est d'origine basque et provient de l'expression baso-be erri qui signifie « lieu sous le précipice ».

## Géographie

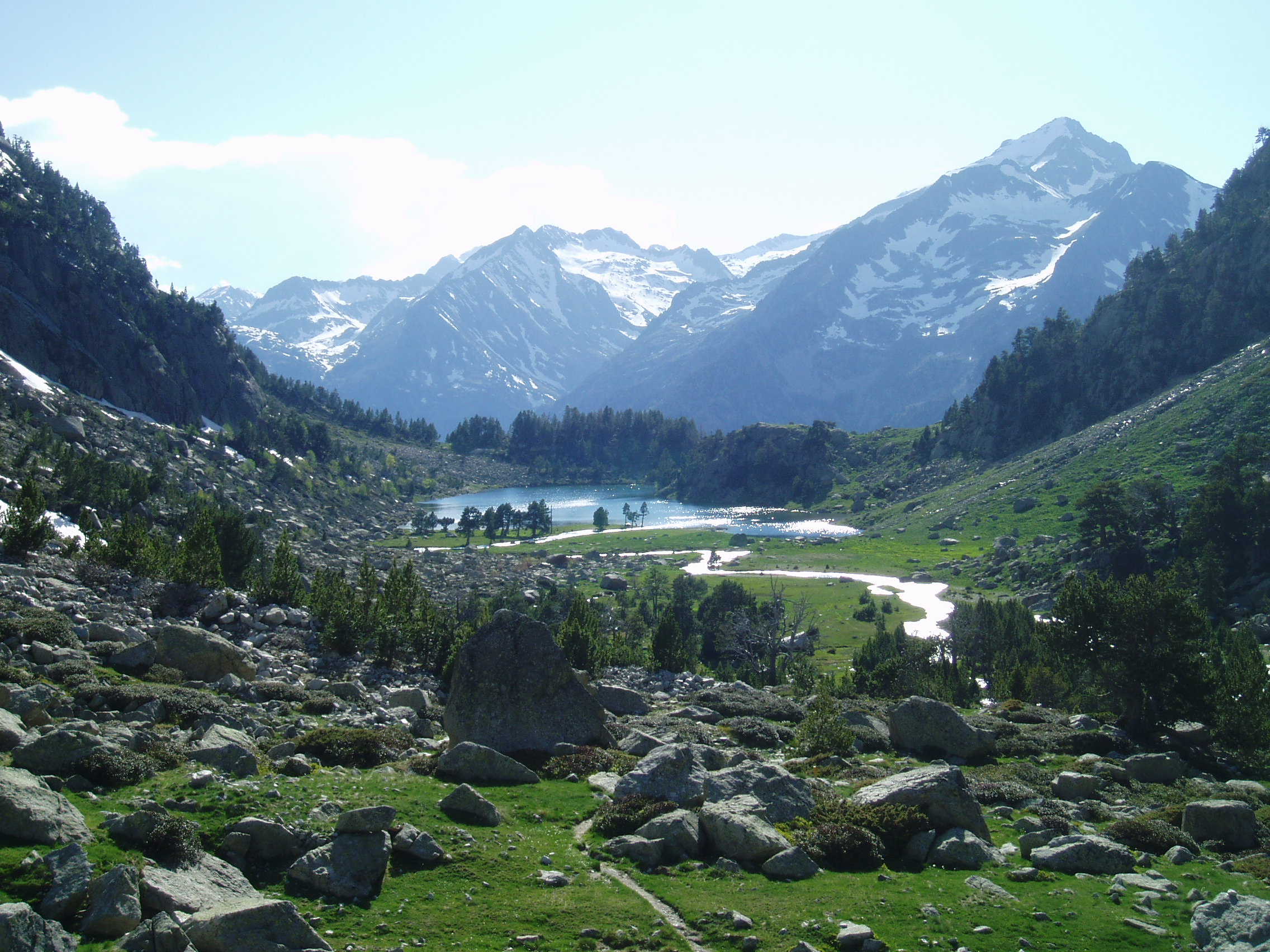
Paysage du Besiberri : vallée suspendue de l'Estanyet de Besiberri à 2000 mètres d'altitude et sommets de l'Alta Ribagorça en fond.